# James Fitzpatrick (rögbijátékos)
James Paul „Jim” Fitzpatrick (Los Angeles, Kalifornia, 1892. június 2. – San Marino, Kalifornia, 1973. október 9.) olimpiai bajnok amerikai rögbijátékos, jogász.
Az 1920. évi nyári olimpiai játékokon az amerikai rögbicsapatban játszott és olimpiai bajnok lett.
Berkeleyben, a Kaliforniai Egyetemen tanult, de a Stanford Egyetemen szerzett jogi diplomát, és mint jogász dolgozott.